# Бергунью, Пьер
Пьер Бергунью (фр. Pierre Bergounioux; родился 25 мая 1949, Брив-ла-Гайард) — французский писатель, литературный критик и скульптор.
Вклад Бергунью воспринимается как единая большая книга, литературоведы сравнивают поэтику и структуру его произведений с Клодом Симоном и Пьером Мишоном. В 2009 году его вклад был отмечен Премией Роже Каюа.

## Биография и творчество
Родился в 1949 году в Брив-ла-Гайард. Учился в Эколь Нормаль де Сен-Клу. В 1986 году был отмечен премией Алена-Фурнье. Долгое время преподавал в колледже. Сейчас преподает в Высшей национальной школе изящных искусств в Париж. Проживает в Коррезе, пригороде Парижа.
Его книги, написанные в особенно поэтическом стиле, пытаются выяснить болезненные проблемы происхождения человека и потери своих корней не только в географическом, но и в онтологическом смысле. Произведения Бергунью являются попыткой преодолеть пропасть между детством и взрослой жизнью. Речь идет также о собственном незнании и об абсурдности мира. Как и Уильям Фолкнер, которому он посвятил отдельную книгу и ряд статей, «между печалью и небытием он выбрал грусть». Бергунью написал также книгу о школе с ироничным заголовком «Школа: миссия выполнена» (2006).
Пьер Бергунью сыграл самого себя в фильме «Наша музыка» (Notre musique, (2004) Жана-Люка Годара.
Он — брат писателя и лингвиста Габриеля Бергунью.

## Произведения
- «Catherine», Gallimard (1984)
- «Ce pas et le suivant», Gallimard (1985)
- «La bête faramineuse», Gallimard (1986)
- «La maison rose», Gallimard (1987)
- «L’arbre sur la rivière», Gallimard (1988)
- «C'était nous», Gallimard (1989)
- «Johan Zoffany, Vénus sur les eaux», avec Bernadette de Boysson, éditions William Blake & Co. (1990)
- «La mue», Gallimard (1991)
- «L’orphelin», Gallimard (1992), ISBN 2-07-072712-2 ; переиздано в серии «L’imaginaire» (2009)
- «Le matin des origines», Verdier (1992), ISBN 2-86432-133-5
- «Le Grand Сильвен», Verdier (1993), ISBN 2-86432-176-9
- «La Toussaint», Gallimard (1994)
- «La casse», Fata Morgana (1994)
- «Points cardinaux», Fata Morgana (1994)
- «L’immémorable», avec Magdi Senadji, éditions À une soie (1994)
- «Au jour consumé», avec Jean-Michel Fauquet, éditions Filigranes (1994)
- «Miette», Gallimard (1995) et Folio (1996), Prix France Culture
- «La cécité d’Homère. Cinq leçons de poétique», éditions Circé (1995)
- «D’abord, nous sommes au monde», avec Alain Turpault, éditions du Laquet (1995)
- «Æneis», avec Philippe Ségéral, Fondation Paribas (1995)
- «La mort de Brune», Gallimard (1996) et Folio (1997)
- «Le chevron», Verdier (1996)
- «Haute tension», éditions William Blake & Co. (1996)
- «Le bois du chapitre», éditions Théodore Balmoral (1996)
- «Les choses mêmes», avec François Pons, éditions Les Cahiers de l’atelier (1996)
- «La ligne», Verdier (1997)
- «L’empreinte», éditions François Janaud (1997); rééd. Fata Morgana (2007)
- «La demeure des ombres», éditions Art & Arts (1997)
- «Kpélié», Les Flohic éditeurs (1997)
- «Conversations sur l’Isle», entretiens avec Tristan Hordé, éditions William Blake & Co. (1998)
- «La puissance du souvenir dans l'écriture. L’effet Zeigarnik», éditions Pleins Feux (2000)
- «Le premier mot», Gallimard (2001)
- «Les forges de Syam», éditions de l’Imprimeur (2001); rééd. Verdier poche (2007)
- «Simples, magistraux et autres antidotes», Verdier (2001)
- «Un peu de bleu dans le paysage», Verdier (2001)
- «B-17 G», Les Flohic éditeurs (2001); réed. Argol (2006)
- «François», éditions François Janaud (2001)
- «Jusqu'À Faulkner», Gallimard (2002)
- «Aimer la grammaire», Nathan (2002)
- «L’héritage», entretiens avec Gabriel Bergounioux, Les Flohic éditeurs (2002); réed. Argol (2008)
- «Ordalies», avec Jean-Michel Fauquet, éditions Filigranes (2002)
- «Back in the sixties», Verdier (2003)
- «Univers préférables», Fata Morgana (2003)
- «Bréviaire de littérature à l’usage des vivants», Bréal (2004)
- «Le fleuve des âges», Fata Morgana (2005)
- «Pycniques et leptosomes. Sur C.-A. Cingria», Fata Morgana (2005)
- «Carnet de notes. Journal 1980—1990», Verdier (2006)
- «L’invention du présent», Fata Morgana (2006)
- «La fin du monde en avançant», Fata Morgana (2006)
- «Школа : mission accomplie», éditions les Prairies ordinaires (2006)
- «Sidérothérapie», Tarabuste (2006)
- «Où est le passé», entretien avec Michel Gribinski, l’olivier (2007)
- «Carnet de notes. Journal 1991—2000», Verdier (2007)
- «Années folles», Circa 1924 (2008)
- «Agir, écrire», Fata Morgana (2008)
- «Couleurs», Fata Morgana (2008)
- «Une chambre en Hollande», Verdier (2009) ISBN 978-2-86432-568-0
- «Deux querelles» («Une cadette épineuse» suivi de «L’humanité divisée»), éditions Сесиль Défaut (2009)
- «Deux écrivains français», éditions Fario (2009)
- «Chasseur à la manque», Gallimard (2010)
- «Les restes du monde», avec Joël Leick, Fata Morgana (2010)
- «Le Baiser de sorcière», Argol (2010)
- «La Fin du monde en avançant», Fata Morgana (2011)
- «Trois années», Fata Morgana (2011)
- «Carnet de notes. Journal 2001—2010», Verdier (2011)
- «Peindre aujourd’hui, Philippe Cognée», Galilée (2012)

Пьер Бергунью является также автором многочисленных текстов, опубликованных в журналах и коллективных сборниках.